# Aalesunds FK

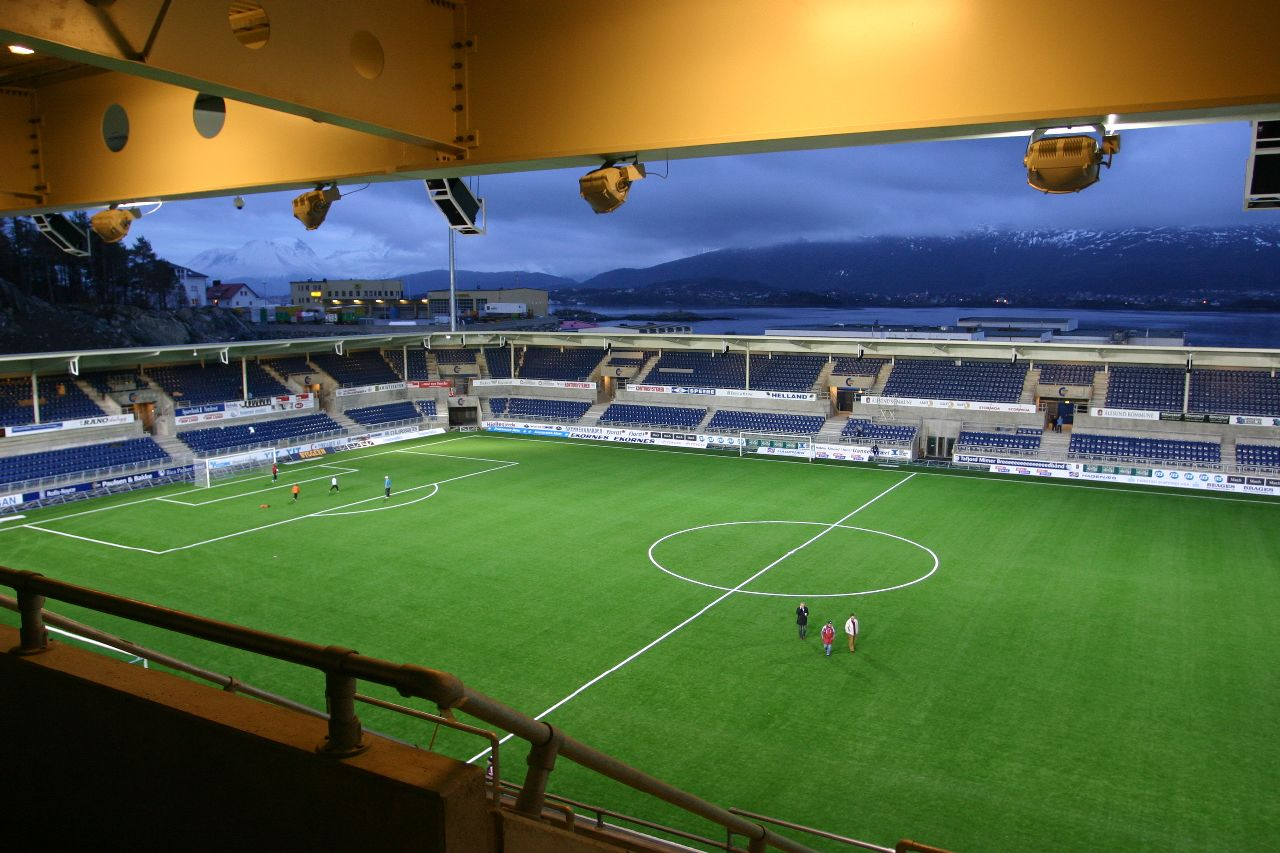
Color Line Stadion

Aalesunds FK (celým názvem Aalesunds Fotballklubb) je norský fotbalový klub z města Ålesund založený v roce 1914. Klubové barvy jsou oranžová a modrá.
Svá domácí utkání hraje na Color Line Stadionu s kapacitou 10 778 diváků. V sezóně 2015 hraje v norské nejvyšší lize Tippeligaen.

## Úspěchy
- 2× vítěz norského fotbalového poháru (2009, 2011)[2]

## Známí hráči
Viz též Kategorie:Fotbalisté Aalesunds FK.
- John Arne Riise